# Willifrank Ochsner
Pour les articles homonymes, voir Ochsner.
Wilhelm-Francis "Willifrank" Ochsner (31 mars 1899 à Munich - 5 décembre 1990 à Marquartstein) est un Generalleutnant allemand qui a servi au sein de la Heer dans la Wehrmacht pendant la Seconde Guerre mondiale.
Il a été récipiendaire de la Croix de chevalier de la Croix de fer. Cette décoration est attribuée pour récompenser un acte d'une extrême bravoure sur le champ de bataille ou un commandement militaire avec succès.

## Biographie
Wilhelm-Francis Ochsner est capturé par les troupes soviétiques le 6 juin 1944 durant l'opération Bagration.

En 1947, il est condamné à 25 ans d'emprisonnement pour crime de guerre commis comme l'Union soviétique. Il est libéré en 1955.

## Décorations
- Croix de fer (1914)
  - 2e Classe
  - 1re Classe
- Croix d'honneur
- Agrafe de la Croix de fer (1939)
  - 2e Classe
  - 1re Classe
- Médaille du Front de l'Est
- Croix allemande en Or (30 mai 1942)
- Croix de chevalier de la Croix de fer
  - Croix de chevalier le 18 janvier 1944 as Oberst et commandant de la 31. Infanterie-Division[1]